# Hyperpnoe
Mit Hyperpnoe bezeichnet man einen oder mehrere vertiefte Atemzüge in Folge. Das Atemzugvolumen ist hierbei vergrößert. Eine erhöhte Atemfrequenz hingegen wird mit Tachypnoe bezeichnet. Eine Hyperpnoe ist physiologisch, wenn sie im Rahmen eines erhöhten Sauerstoffverbrauch des Körpers, z. B. nach körperlicher Anstrengung auftritt. Sie ist pathologisch z. B. im Rahmen der Cheyne-Stokes-Atmung, wo eine Hyperpnoe im Wechsel mit einer Apnoe auftritt.